# Divišovsko
Divišovsko je historicky zemědělská oblast v okolí Divišova (okres Benešov), se silným vlivem protestantské (husitské) a římskokatolické církve vč. nové promasarykovsky orientované československé církve po roce 1918. V minulém století byla obohacena o příliv městské chatové kultury, „střediskové architektury“ a o některé průmyslové podniky, které dnes žijí vedle sebe a teprve krátký přirozený vývoj oblasti od počátku 90. let minulého století začíná oddělovat životaschopné urbanistické celky od těch umělých.
Divišovsko vzhledem k zatím nízkému počtu chat a chalup a blízké poloze k Praze považujeme za běžný zachovalý vesnický spíše než rekreační typ osídlení a tomu by měla odpovídat i urbanistická stránka harmonie výstavby lidských obydlí a okolní krajiny. 

## Chatové osady
Chatové osady a tramping se v Posázaví začaly prosazovat již na konci 20. let minulého století s tím, že konjunktura výstavby chat nastala na konci padesátých let a vyvrcholila na přelomu 70. a 80. let. Lákadlem byla netknutá příroda v dosahu hlavního města a meandry Sázavy.
Nejhustší chatové oblasti naleznete kolem řeky Sázavy (Hvězdonice, Chocerady, Stříbrná Skalice, Kloučky, Černé Budy, Sázava, Samopše, Ledečko, Rataje nad Sázavou, Poříčko, Český Šternberk, Pelíškův Most a Kácov).
V západní části je možné narazit na chaty v katastru obce Okrouhlice a pak až na oblasti u Benešova, které se táhnou přes Mrač, Vidlákovou Lhotu a končí v rozsáhlém „chatařském trianglu“ s vrcholy: Týnec, Mnichovice a Hvězdonice. Z hlediska zasažených obcí jde v dlouhodobém horizontu o závažný problém, protože chataři nejsou ochotni platit za obecní služby dvakrát (jednou doma a jednou v lokalitě chaty, když tyto služby využívají jen jednou), takže dříve zajímavé lokality ztrácejí na ceně i na půvabu.

## Průmyslové stavby
Kraj okolo Divišova byl především zemědělskou oblastí, takže větší stavby jsou zastoupeny povětšinou areály zemědělských družstev s klasickými obilnými sily. Největší stavbou oblasti je logistický areál v Divišově o kapacitě cca 31 000 m² plochy pro uskladnění suchého zboží a cca 5 000 m² plochy pro uskladnění chlazeného zboží. Sedmimetrové okolní valy tlumí projektovou přímočarost areálu postavenéhno na nejvyšším kopci v okolí jménem Vrcha ležícího pár metrů od sjezdu dálnice D1 Šternov. Ostatní stavby (např. sídlo firmy Jawa, menší sklady a malé provozovny) mají spíše význam hospodářský než architektonický.

## Rodinné domy
Drtivá většina populace Divišovska žije ve vlastních rodinných domech. Rozsáhlejší panelová sídliště byla postavena pouze v Benešově, ve Vlašimi a v Sázavě. Panorama větších obcí jako Divišov, Týnec, Čerčany nebo Poříčí nad Sázavou zkrášluje zpravidla 3 až 5 osamocených paneláků, které na život obce nemají patrnější dopad. Individuální obytné stavby je možné rozdělit dle typu obce do čtyř hlavních kategorií. 
Asi tou nejzajímavější skupinou jsou menší vilky pravidelného půdorysu z předválečného období v obcích Český Šternberk, Rataje nad Sázavou a Čerčany. Podobné domy se dnes z již prakticky nestaví a pozvolna dochází pouze k rekonstrukcím stávajících domů, tak jak se dostávají do soukromých rukou, neboť mnoho z nich dříve sloužilo jako školka, obecní úřad, domov mládeže nebo důchodců bez dlouhodobého vynakládání nákladů na jejich údržbu a pozvolna chátraly. Za své vzaly i členité zahrady s bohatou květenou.
Dochované starší zemědělské usedlosti a selská stavení, dnes rekonstruované na ranče a luxusnější uzavřené obytné celky tvoří druhou skupinu, která jednak obohacuje vzhled krajiny a dlouhodobě oživuje danou lokalitu chovem koní a pravidelnou údržbou okolí. Lesy patří zpravidla šlechtickým restituentům nebo obcím.
Novostavby a nově opravené chalupy se objevují na Divišovsku čím dál víc častěji hlavně v obcích nad 1 000 obyvatel, ve kterých je alespoň minimální rozsah služeb (prodejna potravin, školka a základní škola, lékařská ordinace a kostel). Vzhledem k nižší ceně zasíťovaných stavebních parcel (cca 400 Kč/m² až 700 Kč/m²) přitahující "střední" třídu stavebníků, který na pozemek v Praze nebo v blízkém okolí nemají volné prostředky, je vzhled novostaveb spíše skromnější, který je kompenzován vyšší rozlohou zahrady (cca 800 až 1600 m²) a větší různorodostí stavebního řešení (typizované projekty lze najít spíše v Benešově a v okolí Sázavy). 
Některé obce se snaží zabránit přísunu typizovaných a architektonicky nekvalitních projektů ze satelitních městeček nacházejících se v okolí Prahy někdy nesmyslnými požadavky obsaženými v územním rozhodnutí na vzhled stavby, takže je možné najít jinak pěkné a originální funkcionalistické domy se šikmou střechou (sklon 40°) doplněnou polovalbou, čímž dobře míněná snaha místních úřadů přispívá k necitlivému (ale z části pochopitelnému) urbanistickému řešení vedoucí k projektové unifikaci celých lokalit.

## Dopravní a vodní díla
Mezi díla, která ovlivnila charakter rozsáhlého regionu bezesporu patří dálnice D1 a vodní nádrž Švihov s okolním vodním pásmem, které končí v těsné blízkosti východní hranice katastru Divišov. Přehradní nádrž má délku vzdutí 38 km, zatopena byla plocha 1432 ha. Vodní nádrž Švihov (Želivka) je největší vodárenskou nádrží v České republice. Voda z nádrže zásobuje nejen Prahu, ale i část okresu Benešov, okres Beroun, Prahu-východ a Prahu-západ. Tuto vodu pijí i lidé z oblasti Humpolecka, Pelhřimovska, Pacovska, Ledečska, Kladenska, Slaného, Kralup nad Vltavou, Mělníka a Havlíčkova Brodu s okolím. Vodní dílo Švihov (Želivka) je rozsáhlým souborem staveb. Sypaná zemní hráz byla vybudována v letech 1965 až 1972 4 km nad soutokem se Sázavou. Hráz je vysoká 58 m, v koruně má délku 850 m. Úpravna vody má dnes výkon 7 tisíc litrů za sekundu. Tlakový štolový přivaděč z úpravny vody do hlavního vodojemu v Jesenici je dlouhý 51 km. Štolový přivaděč podchází 31 katastrálních území, 11 obcí a osad, 34 potoků, 2 řeky, 29 silnic a 2 železniční tratě. 
Výstavba vodní nádrže pohřbila možnost využití dvou mostů tzv. Protektorátní dálnice, jejíž přípravné práce v této lokalitě začaly 24. ledna 1939 projekční dokumentací a kácením některých průseků. Současně se objevuje slovo „dálnice“ (autor št. kap. Ing. K. Chmel). V době, kdy projektové práce vrcholily, zanikla republika. Práce na území protektorátu pokračovaly, pouze němečtí technici upravili návrhovou rychlost na 160 km/hod. a některé příčné sklony a šířky. Vlastní stavba byla zahájena 2. května 1939 u Průhonic. (Němci zahájili 1. prosince 1938 stavbu sudetské dálnice Bayreuth–Cheb–Liberec–Görlitz a 11. září 1939 dálnici Breslau–Brno–Vídeň). Osud dálnice nebyl nejlepší, 1. května 1942 byly práce zastaveny a na mostech dokončeny do technologických etap 30. května 1942. V roce 1946 byly práce na trase Praha–Brno obnoveny a výstavba byla zahrnuta do dvouletého plánu. V roce 1950, za nevyjasněných okolností, byla náhle zastavena. (Řada prací nebyla dotažena ani do technologických spár.) Teprve koncem padesátých let se začalo o dálnici znovu uvažovat. Po mnoha jednáních byla 10. dubna 1963 schválena dálniční síť. Ředitelství dálnic vzniklo 1. července 1967, souhlas předsednictva vlády byl dán 8. srpna 1967. Práce na trase Praha–Brno byla zahájena 8. září 1967.
Bohužel ani nebylo možné použít jednotlivé stavby. Samy o sobě nebyly k užitku a rozestavěné dílo muselo být použito jen jako celek. Trasa dálnice totiž vedla v téměř přímé linii, aby spojení mezi jejími konci bylo co nejkratší. Nevedla samozřejmě úplně rovně, ale jako had se vlnila doposud málo obydleným územím, daleko od dopravních tepen a průmyslových aglomerací. Tehdejším záměrem totiž bylo postavit páteř vedoucí napříč republikou, z níž by teprve odbočovaly silnice k významným městům. Proto se stavělo nejkratší cestou v ose Praha-Brno, a ne podél původní silnice. Je jisté, že pokud by se stavěla dálnice dnes, vedla by pravděpodobně podél staré silnice z Prahy do Kolína a odtud teprve do Jihlavy. To, že okolo Jihlavy měla vést i původní dálnice je spíše náhoda. Jihlava leží v ose mezi Prahou a Brnem.

## Sakrální díla
Divišov patřil mezi města, jejichž obyvatelstvo tvořili katolíci a židé. Protestantů, resp. husitů zde mnoho nebylo, takže evangelické kostely zde nemá smyslu hledat. Dnes bychom mezi 1 100 dospělými obyvateli Divišova našli 548 věřících, z toho 511 lidí římskokatolické církve, 8 husitů a 5 evangelíků. Ostatní tvoří ateisté. Kromě katolických kostelů se přímo v Divišově dochovala synagoga a prastarý židovský hřbitov. Na oficiálním webu obce lze najít fotografie obou památek. Mezi menší sakrální díla možno započítat i kapličky a četné kříže u cest. Boží muka v Pihavkách byla poničena ruským vojskem při osvobození na sklonku války v červnu roku 1945. Momentálně slouží synagoga jako muzeum.